# Slobodan Milosavljević
Slobodan Milosavljević, cyr. Слободан Милосављевић (ur. 19 listopada 1965 w Belgradzie) – serbski polityk, ekonomista i działacz gospodarczy, w latach 2001–2004 i 2007–2011 minister.

## Życiorys
W 1990 ukończył studia na wydziale ekonomicznym Uniwersytetu w Belgradzie, na tej samej uczelni uzyskiwał magisterium (1996) i doktorat (2001). Pracował w spedycji i handlu zagranicznym, a od 1991 w instytucie badawczym „Institut za tržišna istraživanja”, w którym w drugiej połowie lat 90. kierował ośrodkiem badań i analiz makroekonomicznych. Związał się z Partią Demokratyczną, do której wstąpił w 2003. Był też doradcą ekonomicznym jej lidera Zorana Đinđicia. W jego rządzie oraz w gabinecie Zorana Živkovicia sprawował urząd ministra handlu, turystyki i służb publicznych (od stycznia 2001 do marca 2004).
Pełnił następnie funkcje dyrektora i prezesa Serbskiej Izby Gospodarczej. W maju 2007 został ministrem rolnictwa, leśnictwa i gospodarki wodnej w rządzie Vojislava Koštunicy. Następnie od lipca 2008 do marca 2011 zajmował stanowisko ministra handlu i służb publicznych w gabinecie Mirka Cvetkovicia. Był potem doradcą Serbskiej Izby Gospodarczej i członkiem rady dyrektorów przedsiębiorstwa NIS Gazprom Neft. Od grudnia 2015 do stycznia 2016 tymczasowo aresztowany w sprawie sprzeniewierzenia gruntów rolnych w Nowym Sadzie. W 2020 został wykluczony z Partii Demokratycznej.